# 1405
El 1405 (MCDV) fou un any comú començat en dijous del calendari julià.

## Esdeveniments
Països Catalans
Resta del món
- El rei d'Aragó, Martí I l'Humà, envia l'ambaixador Pere de Quintana a Constantinoble per demanar relíquies a l'emperador romà d'Orient, Manuel II Paleòleg, en compensació pel seu suport contra els otomans.[1]

## Naixements
Països Catalans
Resta del món
- Cardona: Jaume de Cardona i de Gandia, president de la Generalitat de Catalunya.[cal citació]

## Necrològiques
Països Catalans
Resta del món